# 臺中縣二二八紀念碑
24°07′00″N 120°40′35″E / 24.116716°N 120.676373°E
臺中縣二二八紀念碑，是位在臺灣臺中市大里區國光公園的二二八和平紀念碑，為臺中縣政府時期所建，自1990年開始選址，2001年落成。

## 選址

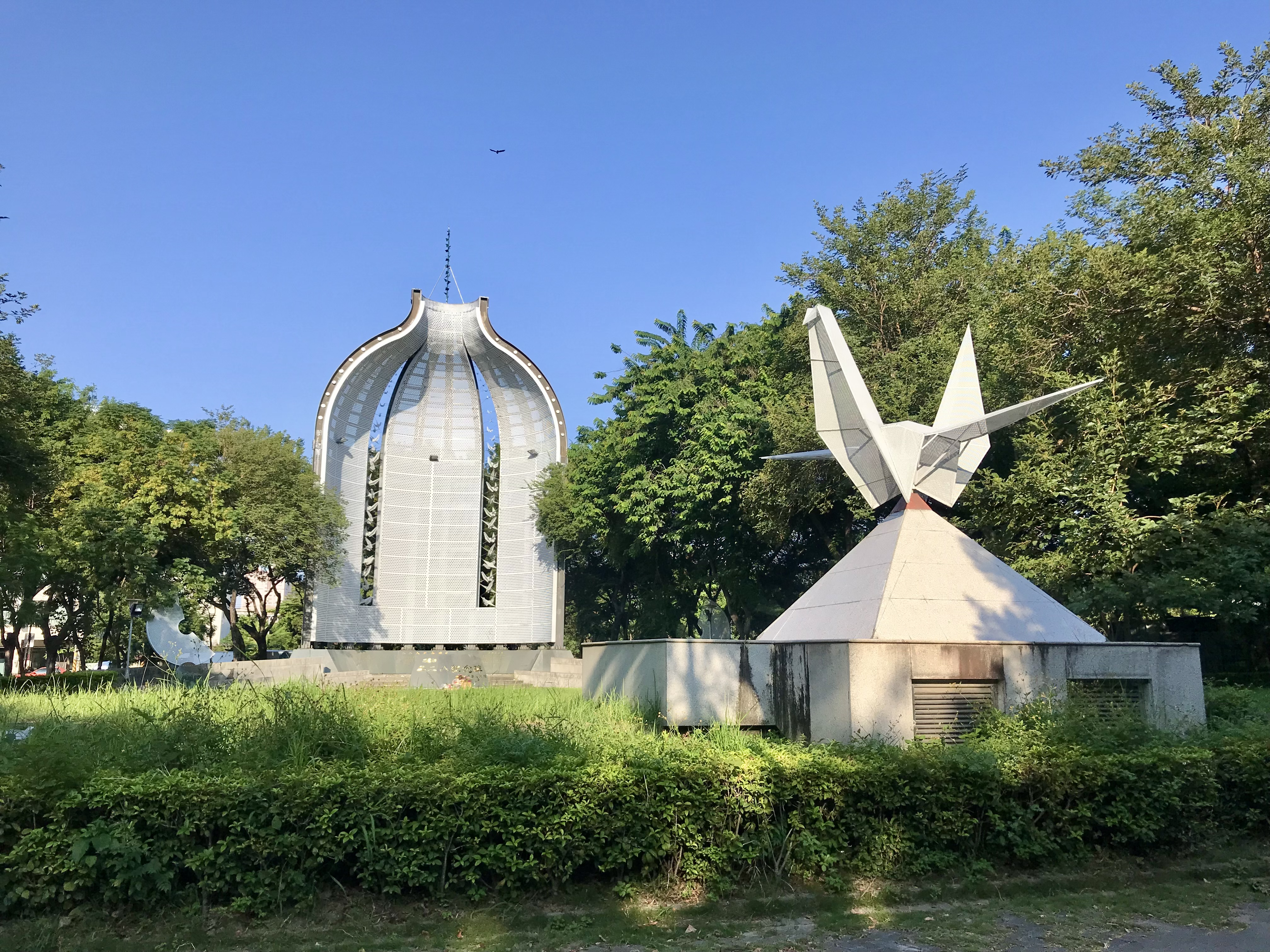
遠景

### 大里
1990年1月18日下午4點許，民進黨籍廖永來與台中縣第七選區縣議員候選人林富源與劉路雄，到大里鄉國光路與中興路交叉口的三角公園，聚集約一百人，稱要該地建立二二八紀念碑。進行破土儀式後，他們試圖拉倒公園的蔣公騎馬像，被霧峰警察分局局長蘇景華帶大批警察阻止，於是劉路雄就用準備好的油漆彈投擲銅像。廖永來、林富源、劉路雄揚言預定兩年內豎立紀念碑。因中潭公路交通繁忙，吸引近千民眾圍觀，大里鄉民代表會主席湯坤山、鄉公所祕書林正夫也前來關切，交通嚴重堵塞。5點許，廖永來宣布活動結束，眾人離去。
次年1月19日，大里鄉鄉民代表劉文吉提案在三角公園建立二二八紀念碑。鄉代柯鎮江回應在事發地竹仔坑設碑才有意義；張秀貞認為改選民眾能遊樂地點並提供閱讀碑文；胡春泉主張設在示範公墓內才方便祭拜。幾經討論，眾人不反對設碑，於是鄉代會通過此提案，決議選擇適當地點，並請鄉公所配合年度預算辦理。
當時縣議會僅有林豐喜贊同，所以未獲議會通過。

### 豐原

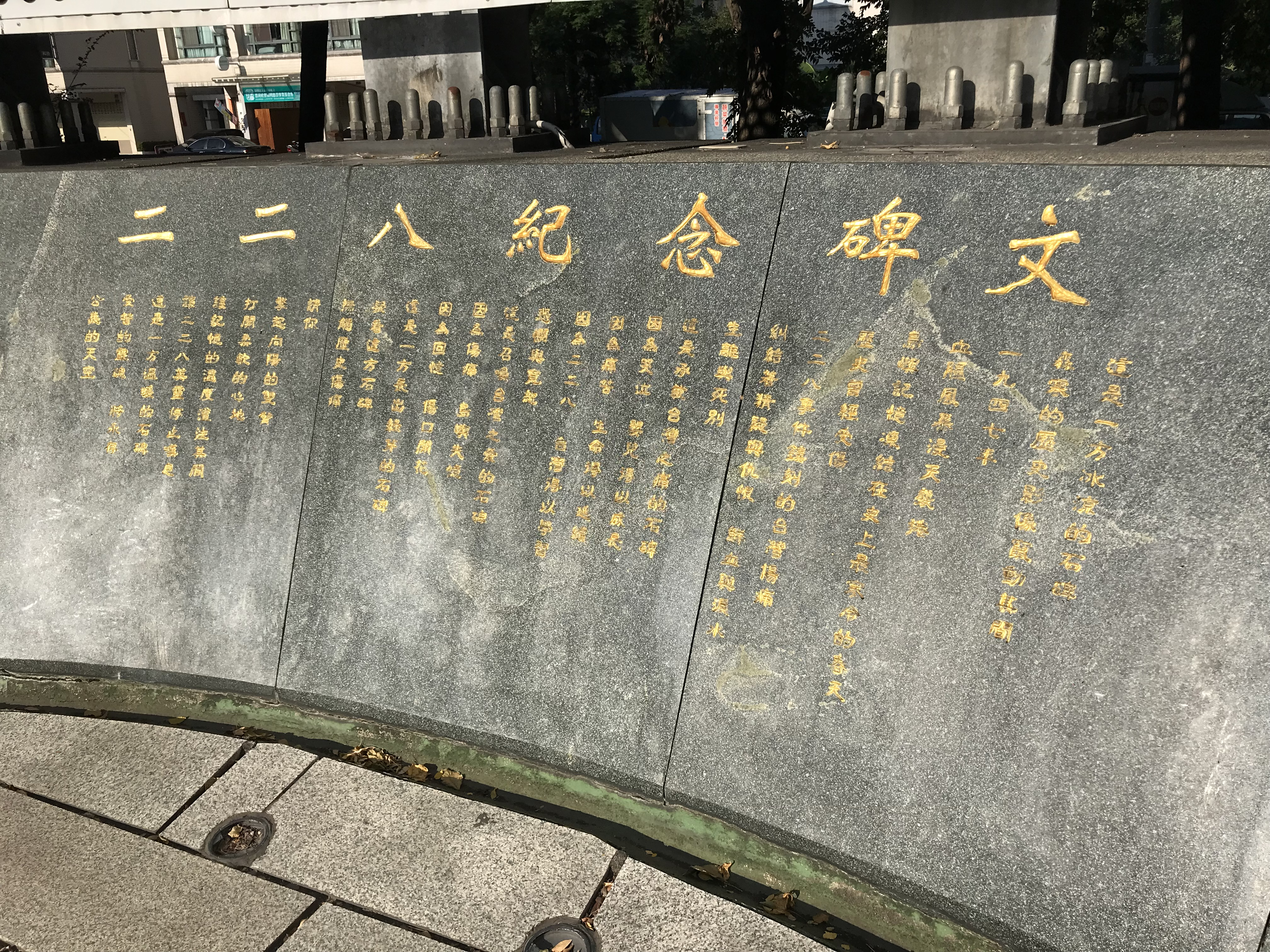
碑文

1995年2月27日，台中縣議會，經台中縣二二八遺族討論，建議考量行政中心及交通便利的考量，以鄰近縣府及議會的豐原市公園預定地為佳。5月，縣議會臨時會，林豐喜建議在縣議會後面的豐原市七號公園預定地建碑。1996年11月8日，豐原市民代表會次級問政團體協力會會長王世隆表示，將建議七號公園改作兒童公園，以降低建碑的政治色彩及促進族群融合。
豐原市委託郭俊霈設計的紀念碑，以雙弧巨牆代表挑戰不義政權及保護羸弱，並有迴旋而上的弧梯以表現引導人民立足高點，預計經費五百萬元。縣立二二八紀念碑原訂興建七號公園預定地，但台中縣二二八和平紀念碑關懷協會人員認為該地點面積太小，因此豐原市計畫將紀念碑改在中正公園（葫蘆墩公園）。此外豐原市市公所要求全權處理，引起縣議會的爭議，讓縣議會決定地點不一定要在豐原市。

### 石岡
1997年2月21日，縣府於決定改於石岡水壩興建紀念碑。1997年中華民國縣市長選舉，11月29日晚選舉開票，廖永來當選臺中縣縣長。他七年前曾說要將紀念碑建於大里。經縣府和台中縣二二八和平紀念碑關懷協會共同會勘後，敲定於大里市公五公園（國光公園）內興建。之後，九二一大地震，石岡水壩壩堤全部震垮，二百萬公噸水傾洩而出。

## 建造
2000年8月30日，交通旅遊局提報縣長廖永來審查紀念碑藍圖。紀念碑主體為二十二點八公尺高的鋼造碑，以蓮花造型意謂受難者破汙濁，花瓣間隙懸掛有五十六隻不銹鋼製的紙鶴群。碑底青斗原石基座有靜宜大學廖翠教授撰寫的碑文及及受難者名單。名單以黃、紅字分別表示三十四位罹難者、落成尚在的七位人士。
次年1月15日，國光公園舉行建造動土典禮，經費一千一百多萬元，由廖縣長與二二八事件家屬參與。紀念碑基地佔七百一十五坪、綠地面積六百九十五坪。地表安置十七處滲透井及透水性鋪面。縣府第十七次巡迴業務會，6月12日，廖縣長前來巡視工程。
2001年7月29日上午9點30分，廖縣長、二二八事件紀念基金會董事長胡勝正等人共同為紀念碑揭碑，由靜宜大學教授楊翠詠誦碑文，黃金島等參與。

## 外部連結
- 台北二二八紀念館-全台紀念碑與紀念館-臺中市大里二二八紀念碑 （页面存档备份，存于）